# Legno ferro
Si indicano con il nome generico di legno ferro una varietà di legnami generalmente caratterizzati da buone caratteristiche meccaniche. Si tratta di legname dalla notevole durezza e dalla densità elevata, spesso superiore a 1 g⁄cm3. La lavorazione di questo legname richiede acciai ad alta resistenza in quanto comporta in genere una rapida usura dei comuni utensili da legno. Le varietà di legno ferro sono impiegate in ebanisteria, liuteria e archetteria.
La direttiva 2017/2398 ha stabilito a a 2 mg/m3 il limite massimo di esposizione alle polveri di legno duro.

## Specie
Le specie vegetali il cui legname è comunemente etichettato come "legno ferro" sono:
- Acacia estrophiolata, legno ferro del sud
- Androstachys johnsonii, legno ferro Lebombo
- Carpinus caroliniana,
- Caesalpinia ferrea, legno ferro brasiliano
- Casuarina equisetifolia, legno ferro australiano
- Casuarinaceae
- Chionanthus foveolatus, legno ferro sudafricano
- Choricarpia subargentea, legno ferro gigante
- Copaifera langsdorffii, noto anche come albero del gasolio o del kerosene
- Diospyros blancoi, Mabolo, melo di seta, o Kamagong delle Filippine
- Erythrophleum chlorostachys, legno ferro di Cooktown
- Eusideroxylon zwageri, legno ferro del Borneo
- Guaiacum officinale, noto  come Lignum vitae
- Guaiacum sanctum, legno sacro
- Holodiscus discolor
- Hopea odorata, legno ferro di Ceylon o di Malabar
- Krugiodendron ferreum, legno ferro nero[3]
- Lophira alata, legno ferro rosso
- Lyonothamnus floribundus, o albero del leone
- Mesua ferrea, noto come Nahar o legno ferro di Ceylon
- Nestegis apetala
- Olea, varie specie di olivo
- Olneya tesota, legno ferro del deserto[4]
- Ostrya knowltonii
- Ostrya virginiana
- Parrotia persica, legno ferro persiano
- Pemphis acidula, legno ferro delle Maldive
- Tabebuia serratifolia, noto come Ipê, Lapacho, Yellow poui
- Vepris lanceolata, legno ferro bianco sudafricano
- Xanthostemon verdugonianus, noto come Mangkono o legno ferro delle Filippine